# Ferdy Agramonte
Ferdy Agramonte (* 14. Oktober 1996) ist ein dominikanischer Leichtathlet, der im Sprint und Mittelstreckenlauf an den Start geht.

## Sportliche Laufbahn
Erste internationale Erfahrungen sammelte Ferdy Agramonte im Jahr 2022, als er bei den Ibero-Amerikanischen Meisterschaften in La Nucia mit 1:49,15 min in der Vorrunde im 800-Meter-Lauf ausschied. Im Jahr darauf gewann er bei den Zentralamerika- und Karibikspielen in San Salvador in 1:47,46 min die Bronzemedaille hinter Handal Roban aus St. Vincent und dem Puerto-Ricaner Ryan Sánchez. Im November kam er bei den Panamerikanischen Spielen in Santiago de Chile im Finale über 800 Meter nicht ins Ziel und gewann mit der dominikanischen 4-mal-400-Meter-Staffel in 3:05,98 min gemeinsam mit Ezequiel Suárez, Robert King und Yeral Núñez die Bronzemedaille hinter den Teams aus Brasilien und Mexiko.
2019 wurde Agramonte dominikanischer Meister im 800-Meter-Lauf.

## Persönliche Bestzeiten
- 400 Meter: 46,49 s, 12. Juni 2021 in Santo Domingo
- 800 Meter: 1:47,46 min, 5. Juli 2023 in San Salvador